# 蒙塔尔托-迪卡斯特罗
蒙塔尔托-迪卡斯特罗（義大利語：Montalto di Castro），是意大利拉齐奥大区维泰博省的一个市镇。总面积189.64平方公里，人口8925人，人口密度47.1人/平方公里（2009年）。ISTAT代码为056035。